# 昆德尔
昆德尔是奥地利蒂罗尔州库夫施泰因县的一个市镇。总面积21.94平方公里，总人口3967人，人口密度180.6人/平方公里（2012年）。

昆德尔 - Kundl, Tirol
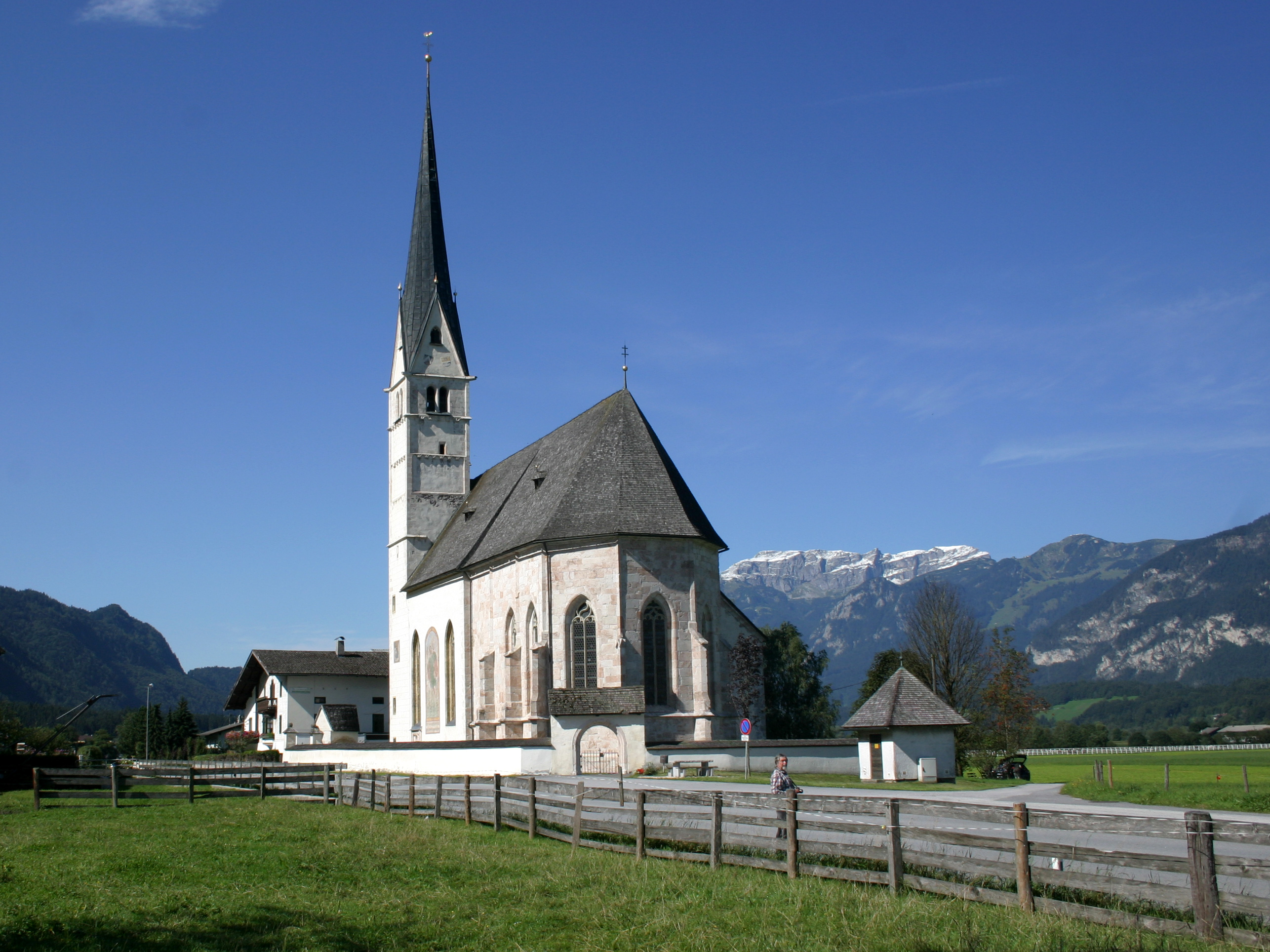
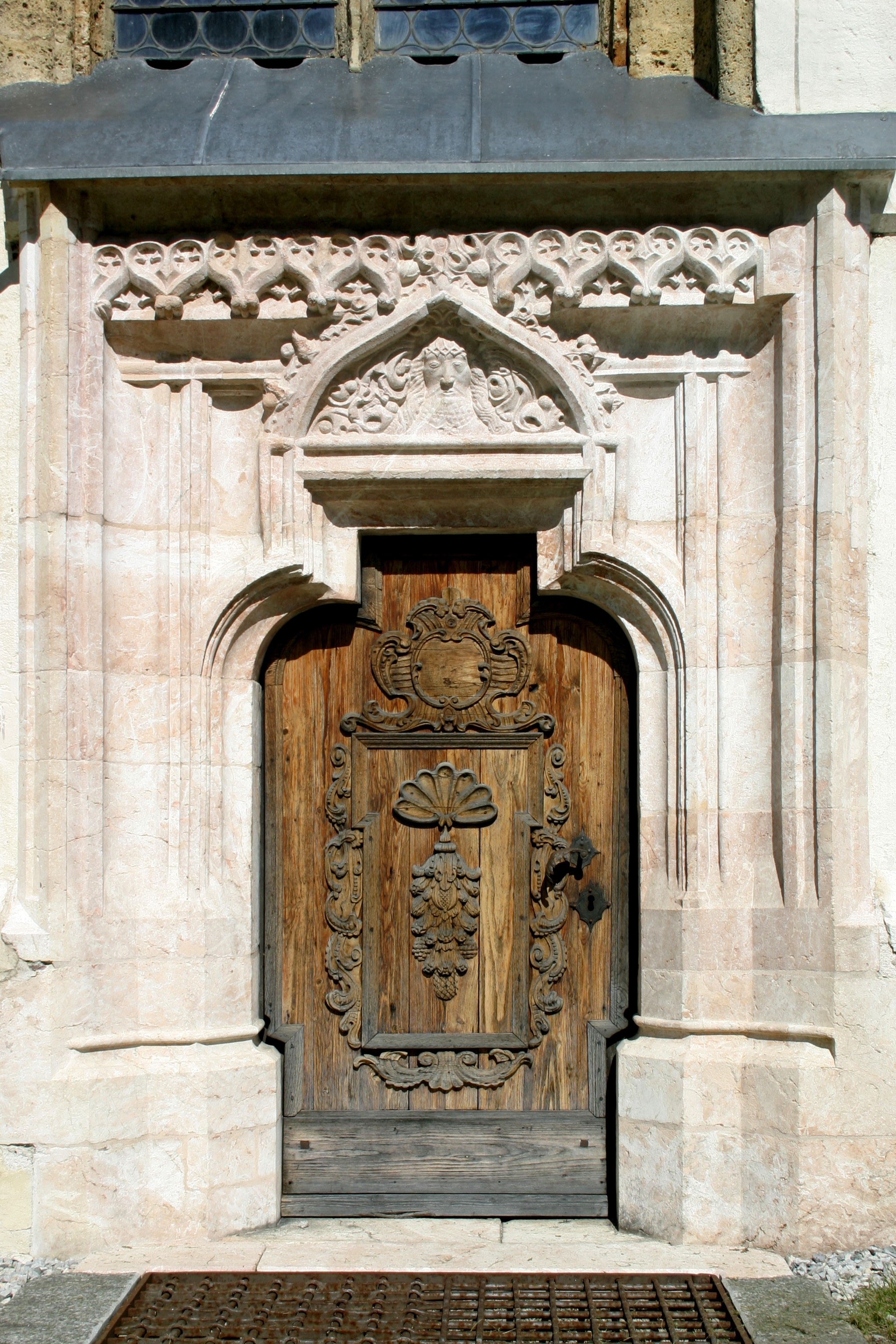
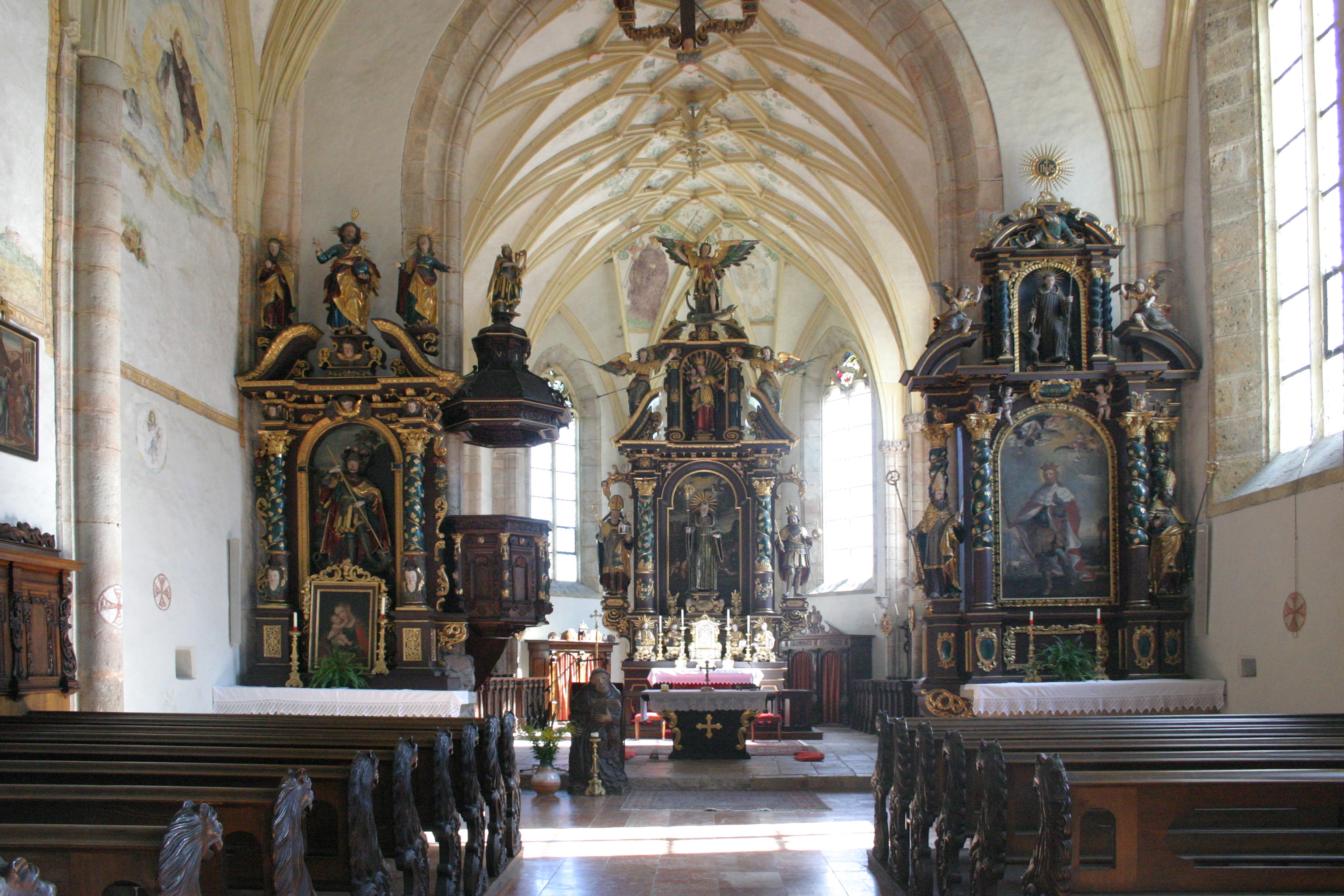
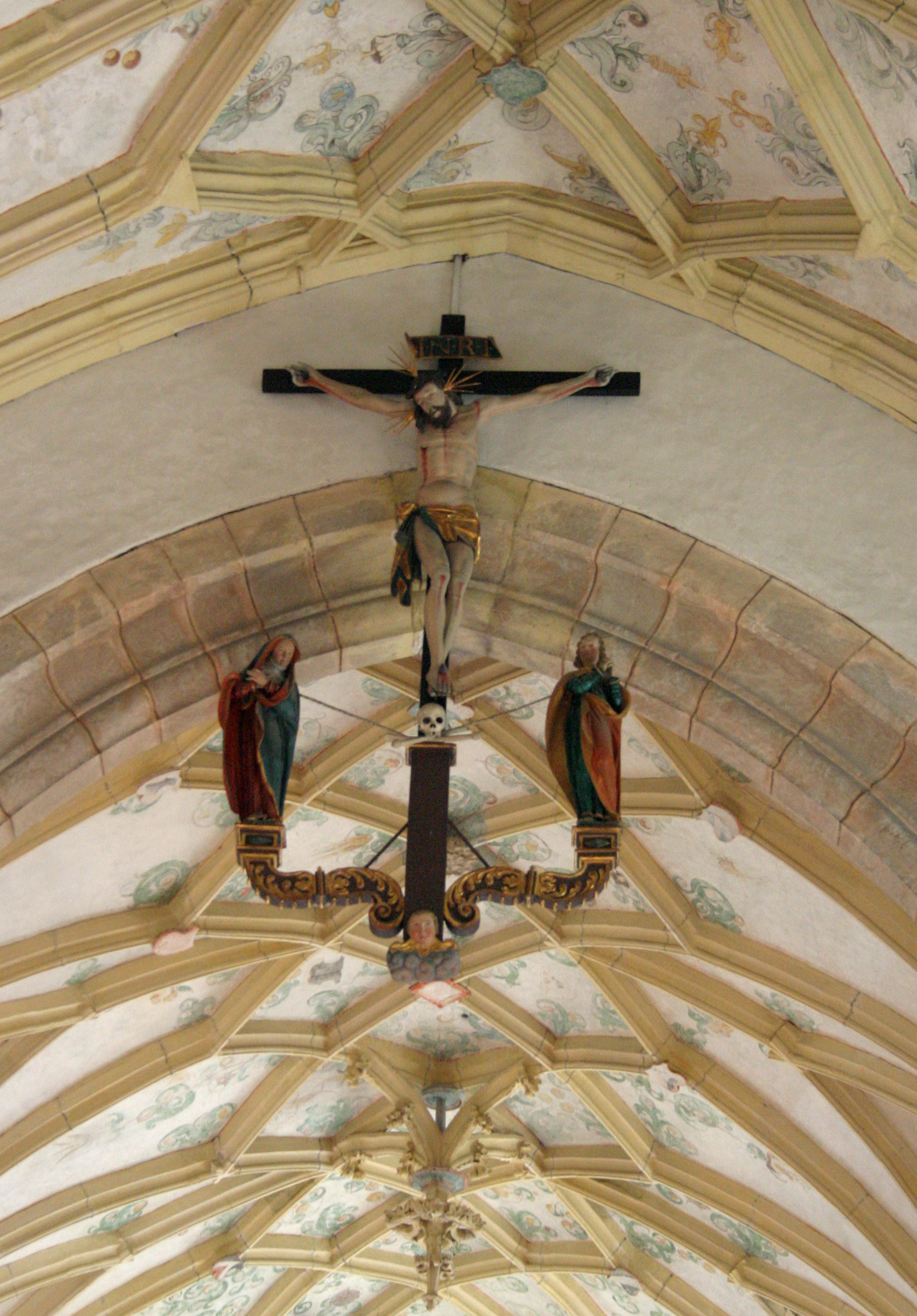
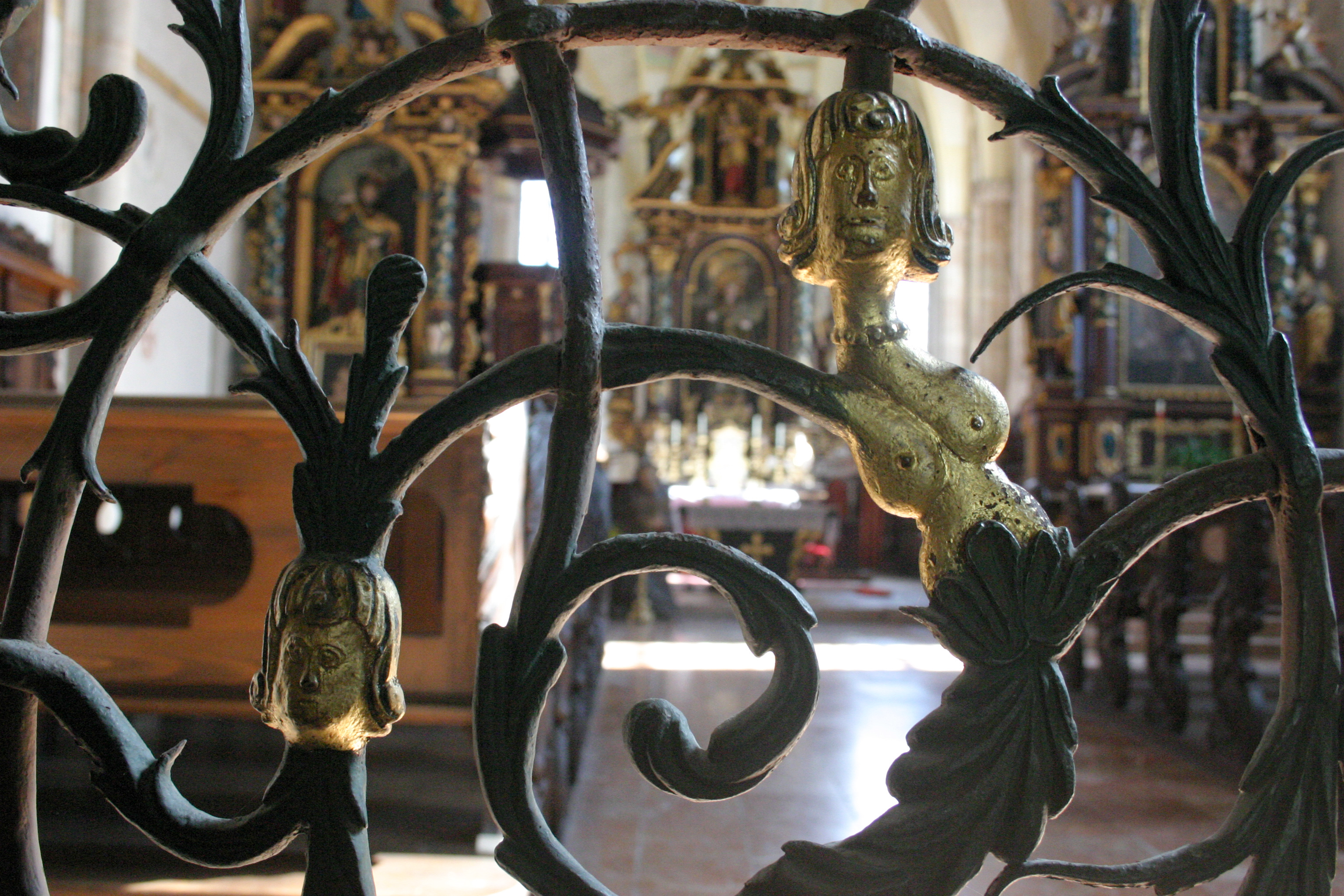
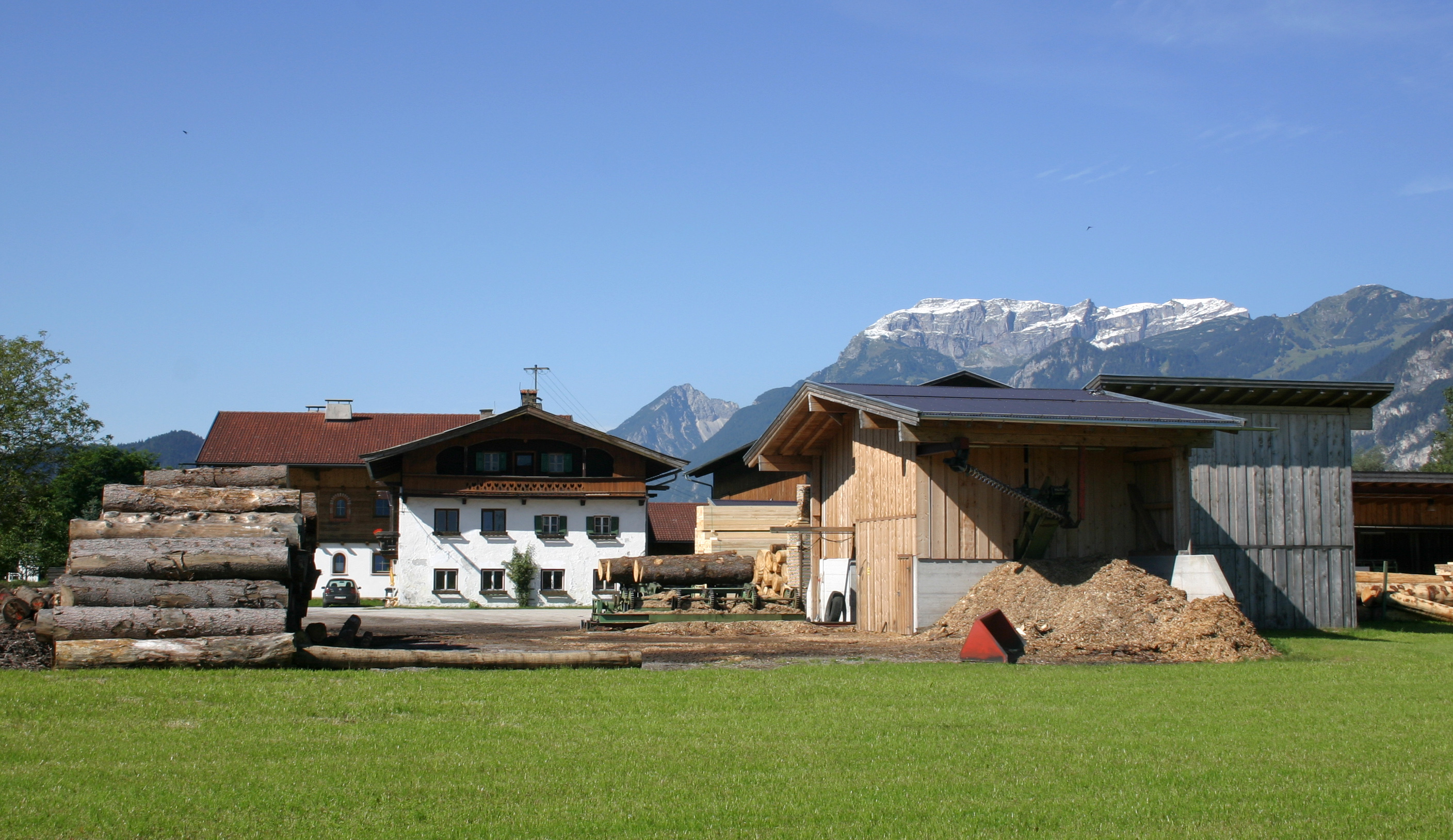